# 새한 BU
새한 BU는 새한자동차(한국GM의 전신)의 대형버스다.
- 1976년에 출시되었으며 BU 110은 새한자동차가 대우자동차로 사명이 바뀐 이후인 1986년 9월까지 생산되었다.
- 후속 차종인 BV 113는 BU가 단종되기 전에 출시되었다, 경쟁 차종은 RB 585가 있다.

## 특징
- 새한자동차 이후로 최초로 생산된 리어엔진 버스 차종들로, 이스즈의 리프 서스펜션 리어엔진 버스 새시(이스즈 BU04,BU20,BU35)와, 73SC 모노코크 구조 차체를 이용하여 생산된 차종이며, 준고속버스 이하급 차종 중에서는 처음으로 본격적으로 생산된 리어엔진 버스 차종들이다.
- 국내에서 생산된 리어엔진 버스 중에서는 마지막으로 수평 실린더 엔진을 탑재한 차종이며, 수평 실린더 리어엔진 버스 특성상 엔진룸이 낮아서 맨 뒷좌석의 높이가 수직 실린더 리어엔진 버스 보다 낮은 특징이 있다.
- 그리고 1976년 출시 당시에는 수출 차량을 위주로 생산되어 주로 중동 쪽으로 수출되었으나, 1977년부터 국내에서도 시판되었다.

## 세부 종류

### BU100 (1976년~1980년)
- 새한자동차가 생산한 10M급 대형 리어엔진 버스이다.
- 1976년에 출시되었으며 D2156HM-U(10,350cc) 수평 실린더 엔진을 탑재한 고출력 단축형 모델로, 1980년에 마이너체인지 및 BF101에 탑재하였던 수직 실린더 엔진(저출력 사양, D0846HM-U)으로 교체된 후속 BR101의 등장으로 단종되었다.
- 당시에는 10m 짜리 버스가 매우 드물게 고출력 엔진을 장착했기 때문에 BF101, BR101, BV101 등 후속 모델들이 D0846HM-U로 장착한 것과 달리 고출력 엔진을 장착한 특징으로 볼 수 있다.

### BU110과 대우 BU110R (1976년~1986년)
- 1976년에 BU100과 같이 출시된 11M급 고출력 장축형 사양이다.
- D2156HM-U(10,350cc) 215마력 수평 실린더 엔진을 탑재하였으며, BU 시리즈 중에서 가장 많이 판매되었다.
- 1976년 1기형 시보레 GMK GM코리아 자동차 BU110 전문형 시외버스 시외직행버스 고속버스 우등 고속버스 고속버스 관광버스 자가용버스 차량 발매 되었다.
- 1976년 11월 1기형 새한 SMC BU110 전문형 시외버스 시외직행버스 고속버스 우등 고속버스 고속버스 관광버스 자가용버스 차량 발매 되었다.
- 1977년 1월 1기형 새한 SMC BU110 전문형 시외버스 시외직행버스 고속버스 우등 고속버스 고속버스 관광버스 자가용버스 차량 발매 되었다.
- 1978년 1월 1기형 새한 SMC BU110 전문형 시외버스 시외직행버스 고속버스 우등 고속버스 고속버스 관광버스 자가용버스 차량 발매 되었다.
- 1979년 1월 1기형 새한 SMC BU110 전문형 시외버스 시외직행버스 고속버스 우등 고속버스 고속버스 관광버스 자가용버스 차량 발매 되었다.
- 1980년 1월 1기형 새한 SMC BU110 전문형 시외버스 시외직행버스 고속버스 우등 고속버스 고속버스 관광버스 자가용버스 차량 발매 되었다.
- 1980년 1월 28일 1기형 새한 SMC BU110L 전중문형 시내버스 중문 폴딩 수동문 차량 출시 발매 되었다.
- 1980년 1월 28일 1기형 새한 SMC BU110 전문형 시외버스 시외직행버스 고속버스 우등 고속버스 고속버스 관광버스 자가용버스 차량 발매 되었다.
- 1980년 1월 26일  1기형 새한 SMC BU110L 전중문형 시내버스 중문 폴딩 수동문 차량 출시 발매 되었다.
- 1980년 1월 26일 1기형 새한 SMC BU110 전문형 시외버스 시외직행버스 고속버스 우등 고속버스 고속버스 관광버스 자가용버스 차량 발매 되었다.
- 1981년 1월 1기형 새한 SMC BU110L 전중문형 시내버스 중문 폴딩 수동문 차량 출시 발매 되었다.
- 1981년 1월 1기형 새한 SMC BU110 전문형 시외버스 시외직행버스 고속버스 우등 고속버스 고속버스 관광버스 자가용버스 차량 되었다.
- 1981년 11월 2기형 새한 SMC BU110L 전중문형 시내버스 중문 폴딩 수동문 차량 발매 되었다.
- 1981년 11월 2기형 새한 SMC BU110 전문형 시외버스 시외급행버스 시외버스 시외직행버스 관광버스 자가용버스 차량 발매 되었다.
- 1981년 11월 2기형 새한 SMC BU110 중문형 시외버스 시외완행버스 중문형 수동문 차량 출시 발매 되었다.
- 1981년 12월 2기형 새한 SMC BU110L 전중문형 시내버스 중문 폴딩 수동문 차량 발매 되었다.
- 1981년 12월 2기형 새한 SMC BU110 전문형 시외버스 시외직행버스 관광버스 자가용버스 차량 발매 되었다.
- 1981년 12월 2기형 새한 SMC BU110 중문형 시외버스 시외완행버스 중문형 수동문 차량 발매 되었다.
- 1982년 1월 2기형 새한 SMC BU110L 전중문형 시내버스 중문 폴딩 수동문 차량 발매 되었다.
- 1982년 1월 2기형 새한 SMC BU110 전문형 시외버스 시외직행버스 관광버스 자가용버스 차량 발매 되었다.
- 1982년 1월 2기형 새한 SMC BU110 중문형 시외버스 시외완행버스 중문형 수동문 차량 발매 되었다.
- 1982년 2월 2기형 새한 SMC BU110L 전중문형 시내버스 중문 폴딩 수동문 차량 발매 되었다.
- 1982년 2월 2기형 새한 SMC BU110 전문형 시외버스 시외직행버스 관광버스 자가용버스 차량 발매 되었다.
- 1982년 2월 2기형 새한 SMC BU110 중문형 시외버스 시외완행버스 중문형 수동문 차량 발매 되었다.
- 1982년 7월 26일 2기형 새한 SMC BU110L 전중문형 시내버스 중문 폴딩 수동문 차량 발매 되었다.
- 1982년 7월 26일 2기형 새한 SMC BU110 전문형 시외버스 시외직행버스 관광버스 자가용버스 차량 발매 되었다.
- 1982년 7월 26일 2기형 새한 SMC BU110 중문형 시외버스 시외완행버스 중문형 수동문 차량 발매 되었다.
- 1983년 1월 2기형 대우 DAEWOO BU110L 전중문형 시내버스 중문 폴딩 수동문 차량 발매 되었다.
- 1983년 1월 2기형 대우 DAEWOO BU110 전문형 시외버스 시외직행버스 관광버스 자가용버스 차량 발매 되었다.
- 1983년 1월 2기형 대우 DAEWOO BU110 중문형 시외버스 시외완행버스 중문형 수동문 차량 발매 되었다.
- 1983년 7월 3기형 대우 DAEWOO BU110 전중문형 시내버스 중문 슬라이딩 자동문 차량 출시 발매 되었다.
- 1983년 8월 3기형 대우 DAEWOO BU110 전중문형 시내버스 중문 슬라이딩 자동문 차량 출시 발매 되었다.
- 1983년 8월 3기형 대우 DAEWOO BU110L 전중문형 시내버스 중문 폴딩 수동문 차량 발매 되었다.
- 1983년 8월 3기형 대우 DAEWOO BU110 전문형 시외버스 시외직행버스 관광버스 자가용버스 차량 발매 되었다.
- 1983년 8월 3기형 대우 DAEWOO BU110 중문형 시외버스 시외완행버스 중문형 수동문 차량 발매 되었다.
- 1983년 12월 3기형 대우 DAEWOO BU110 전중문형 시내버스 중문 슬라이딩 자동문 차량 출시 발매 되었다.
- 1983년 12월 3기형 대우 DAEWOO BU110L 전중문형 시내버스 중문 폴딩 수동문 차량 발매 되었다.
- 1983년 12월 3기형 대우 DAEWOO BU110 전문형 시외버스 시외직행버스 관광버스 자가용버스 차량 발매 되었다.
- 1983년 12월 3기형 대우 DAEWOO BU110 중문형 시외버스 시외완행버스 중문형 수동문 차량 발매 되었다.
- 1984년 1월 3기형 대우 DAEWOO BU110 전중문형 시내버스 중문 슬라이딩 자동문 차량 출시 발매 되었다.
- 1984년 1월 3기형 대우 DAEWOO BU110L 전중문형 시내버스 중문 폴딩 수동문 차량 발매 되었다.
- 1984년 1월 3기형 대우 DAEWOO BU110 전문형 시외버스 시외직행버스 관광버스 자가용버스 차량 발매 되었다.
- 1984년 1월 3기형 대우 DAEWOO BU110 중문형 시외버스 시외완행버스 중문형 수동문 차량 발매 되었다.
- 1984년 10월 3기형 대우 DAEWOO BU110 전중문형 시내버스 중문 슬라이딩 자동문 차량 출시 발매 되었다.
- 1984년 10월 3기형 대우 DAEWOO BU110L 전중문형 시내버스 중문 폴딩 수동문 차량 발매 되었다.
- 1984년 10월 3기형 대우 DAEWOO BU110 전문형 시외버스 시외직행버스 관광버스 자가용버스 차량 발매 되었다.
- 1984년 10월 3기형 대우 DAEWOO BU110 중문형 시외버스 시외완행버스 중문형 수동문 차량 발매 되었다.
- 1984년 12월 3기형 대우 DAEWOO BU110 전중문형 시내버스 중문 슬라이딩 자동문 차량 출시 발매 되었다.
- 1984년 12월 3기형 대우 DAEWOO BU110L 전중문형 시내버스 중문 폴딩 수동문 차량 발매 되었다.
- 1984년 12월 3기형 대우 DAEWOO BU110 전문형 시외버스 시외직행버스 관광버스 자가용버스 차량 발매 되었다.
- 1984년 12월 3기형 대우 DAEWOO BU110 중문형 시외버스 시외완행버스 중문형 수동문 차량 발매 되었다.
- 1985년 1월 3기형 대우 DAEWOO BU110 전중문형 시내버스 중문 슬라이딩 자동문 차량 출시 발매 되었다.
- 1985년 1월 3기형 대우 DAEWOO BU110L 전중문형 시내버스 중문 폴딩 수동문 차량 발매 되었다.
- 1985년 1월 3기형 대우 DAEWOO BU110 전문형 시외버스 시외직행버스 관광버스 자가용버스 차량 발매 되었다.
- 1985년 1월 3기형 대우 DAEWOO BU110 중문형 시외버스 시외완행버스 중문형 수동문 차량 발매 되었다.
- 1985년 7월 3기형 대우 DAEWOO BU110 전중문형 시내버스 중문 슬라이딩 자동문 차량 출시 발매 되었다.
- 1985년 7월 3기형 대우 DAEWOO BU110L 전중문형 시내버스 중문 폴딩 수동문 차량 발매 되었다.
- 1985년 7월 3기형 대우 DAEWOO BU110 전문형 시외버스 시외직행버스 관광버스 자가용버스 차량 발매 되었다.
- 1985년 7월 3기형 대우 DAEWOO BU110 중문형 시외버스 시외완행버스 중문형 수동문 차량 발매 되었다.
- 1985년 9월 3기형 대우 DAEWOO BU110 전중문형 시내버스 중문 슬라이딩 자동문 차량 출시 발매 되었다.
- 1985년 9월 3기형 대우 DAEWOO BU110L 전중문형 시내버스 중문 폴딩 수동문 차량 발매 되었다.
- 1985년 9월 3기형 대우 DAEWOO BU110 전문형 시외버스 시외직행버스 관광버스 자가용버스 차량 발매 되었다.
- 1985년 9월 3기형 대우 DAEWOO BU110 중문형 시외버스 시외완행버스 중문형 수동문 차량 발매 되었다.
- 1985년 11월 3기형 대우 DAEWOO BU110 전중문형 시내버스 중문 슬라이딩 자동문 차량 출시 발매 되었다.
- 1985년 11월 3기형 대우 DAEWOO BU110L 전중문형 시내버스 중문 폴딩 수동문 차량 발매 되었다.
- 1985년 11월 3기형 대우 DAEWOO BU110 전문형 시외버스 시외직행버스 관광버스 자가용버스 차량 발매 되었다.
- 1985년 11월 3기형 대우 DAEWOO BU110 중문형 시외버스 시외완행버스 중문형 수동문 차량 발매 되었다.
- 1985년 12월 3기형 대우 DAEWOO BU110 전중문형 시내버스 중문 슬라이딩 자동문 차량 출시 발매 되었다.
- 1985년 12월 3기형 대우 DAEWOO BU110L 전중문형 시내버스 중문 폴딩 수동문 차량 발매 되었다.
- 1985년 12월 3기형 대우 DAEWOO BU110 전문형 시외버스 시외직행버스 관광버스 자가용버스 차량 발매 되었다.
- 1985년 12월 3기형 대우 DAEWOO BU110 중문형 시외버스 시외완행버스 중문형 수동문 차량 발매 되었다.
- 1986년 1월 3기형 대우 DAEWOO BU110 전중문형 시내버스 중문 슬라이딩 자동문 차량 출시 발매 되었다.
- 1986년 1월 3기형 대우 DAEWOO BU110L 전중문형 시내버스 중문 폴딩 수동문 차량 발매 되었다.
- 1986년 1월 3기형 대우 DAEWOO BU110 전문형 시외버스 시외직행버스 관광버스 자가용버스 차량 발매 되었다.
- 1986년 1월 3기형 대우 DAEWOO BU110 중문형 시외버스 시외완행버스 중문형 수동문 차량 발매 되었다.
- 후속 모델은 BV113이지만, 수평 실린더 리어엔진 버스 특성상 실내 공간에서 유리한 면이 있어서 BU 110은 BV113 출시 이후에도 단종되지 않고 BV113과 유사한 프런트 마스크로 페이스리프트 및 220마력으로 출력을 향상 하였고, 입석시트와 슬라이딩 중문을 적용한 고출력 도시형 버스로 병행 판매되었지만 실제로 판매된 사례는 드물었다.
- 1986년 2월에 BS105가 출시되면서 단종되었다.
- BU110이 단종된 이후로 대우의 고출력 도시형 버스는 1991년 4월 BS106 출시까지 6년간 공백상태였다.
- BU110R
- 1983년 6월에 BU100과 같이 출시된 11M급 고출력 장축형 사양이다.
- D2156HM-U(10,350cc) 215마력 수평 실린더 엔진을 탑재하였으며, BU 시리즈 중에서 가장 많이 판매되었다.
- 1983년 6월 대우 DAEWOO BU110R 전중문형 시내버스 저상버스 중문 슬라이딩 자동문 차량 출시 발매 되었다.
- 1983년 7월 대우 DAEWOO BU110RL 전중문형 시내버스 저상버스 중문 슬라이딩 자동문 차량 출시 발매 되었다.
- 1983년 7월 대우 DAEWOO BU110R 전중문형 시내버스 표준 저상버스 중문 슬라이딩 자동문 차량 출시 발매 되었다.
- 1983년 7월 대우 DAEWOO BU110R 전중문형 시내버스 중문 폴딩 수동문 차량 발매 되었다.
- 1983년 7월 대우 DAEWOO BU110R 전문형 시외버스 시외직행버스 관광버스 자가용버스 차량 발매 되었다.
- 1983년 7월 대우 DAEWOO BU110R 중문형 시외버스 시외완행버스 중문형 수동문 차량 발매 되었다.
- 1983년 12월 대우 DAEWOO BU110RL 전중문형 시내버스 저상버스 중문 슬라이딩 자동문 차량 출시 발매 되었다.
- 1983년 12월 대우 DAEWOO BU110R 전중문형 시내버스 표준 저상버스 중문 슬라이딩 자동문 차량 출시 발매 되었다.
- 1983년 12월 대우 DAEWOO BU110R 전중문형 시내버스 중문 폴딩 수동문 차량 발매 되었다.
- 1983년 12월 대우 DAEWOO BU110R 전문형 시외버스 시외직행버스 관광버스 자가용버스 차량 발매 되었다.
- 1983년 12월 대우 DAEWOO BU110R 중문형 시외버스 시외완행버스 중문형 수동문 차량 발매 되었다.
- 1984년 1월 대우 DAEWOO BU110RL 전중문형 시내버스 저상버스 중문 슬라이딩 자동문 차량 출시 발매 되었다.
- 1984년 1월 대우 DAEWOO BU110R 전중문형 시내버스 표준 저상버스 중문 슬라이딩 자동문 차량 출시 발매 되었다.
- 1984년 1월 대우 DAEWOO BU110R 전중문형 시내버스 중문 폴딩 수동문 차량 발매 되었다.
- 1984년 1월 대우 DAEWOO BU110R 전문형 시외버스 시외직행버스 관광버스 자가용버스 차량 발매 되었다.
- 1984년 1월 대우 DAEWOO BU110R 중문형 시외버스 시외완행버스 중문형 수동문 차량 발매 되었다.
- 1984년 10월 대우 DAEWOO BU110RL 전중문형 시내버스 저상버스 중문 슬라이딩 자동문 차량 출시 발매 되었다.
- 1984년 10월 대우 DAEWOO BU110R 전중문형 시내버스 표준 저상버스 중문 슬라이딩 자동문 차량 출시 발매 되었다.
- 1984년 10월 대우 DAEWOO BU110R 전중문형 시내버스 중문 폴딩 수동문 차량 발매 되었다.
- 1984년 10월 대우 DAEWOO BU110R 전문형 시외버스 시외직행버스 관광버스 자가용버스 차량 발매 되었다.
- 1984년 10월 대우 DAEWOO BU110R 중문형 시외버스 시외완행버스 중문형 수동문 차량 발매 되었다.
- 1984년 12월 대우 DAEWOO BU110RL 전중문형 시내버스 저상버스 중문 슬라이딩 자동문 차량 출시 발매 되었다.
- 1984년 12월 대우 DAEWOO BU110R 전중문형 시내버스 표준 저상버스 중문 슬라이딩 자동문 차량 출시 발매 되었다.
- 1984년 12월 대우 DAEWOO BU110R 전중문형 시내버스 중문 폴딩 자동문 차량 발매 되었다.
- 1984년 12월 대우 DAEWOO BU110R 전문형 시외버스 시외직행버스 관광버스 자가용버스 차량 발매 되었다.
- 1984년 12월 대우 DAEWOO BU110R 중문형 시외버스 시외완행버스 중문형 수동문 차량 발매 되었다.
- 1985년 1월 대우 DAEWOO BU110RL 전중문형 시내버스 저상버스 중문 슬라이딩 자동문 차량 출시 발매 되었다.
- 1985년 1월 대우 DAEWOO BU110R 전중문형 시내버스 표준 저상버스 중문 슬라이딩 자동문 차량 출시 발매 되었다.
- 1985년 1월 대우 DAEWOO BU110R 전중문형 시내버스 중문 폴딩 자동문 차량 발매 되었다.
- 1985년 1월 대우 DAEWOO BU110R 전문형 시외버스 시외직행버스 관광버스 자가용버스 차량 발매 되었다.
- 1985년 1월 대우 DAEWOO BU110R 중문형 시외버스 시외완행버스 중문형 수동문 차량 발매 되었다.
- 1985년 7월 대우 DAEWOO BU110RL 전중문형 시내버스 저상버스 중문 슬라이딩 자동문 차량 출시 발매 되었다.
- 1985년 7월 대우 DAEWOO BU110R 전중문형 시내버스 표준 저상버스 중문 슬라이딩 자동문 차량 출시 발매 되었다.
- 1985년 7월 대우 DAEWOO BU110R 전중문형 시내버스 중문 폴딩 자동문 차량 발매 되었다.
- 1985년 7월 대우 DAEWOO BU110R 전문형 시외버스 시외직행버스 관광버스 자가용버스 차량 발매 되었다.
- 1985년 7월 대우 DAEWOO BU110R 중문형 시외버스 시외완행버스 중문형 수동문 차량 발매 되었다.
- 1985년 9월 대우 DAEWOO BU110RL 전중문형 시내버스 저상버스 중문 슬라이딩 자동문 차량 출시 발매 되었다.
- 1985년 9월 대우 DAEWOO BU110R 전중문형 시내버스 표준 저상버스 중문 슬라이딩 자동문 차량 출시 발매 되었다.
- 1985년 9월 대우 DAEWOO BU110R 전중문형 시내버스 중문 폴딩 자동문 차량 발매 되었다.
- 1985년 9월 대우 DAEWOO BU110R 전문형 시외버스 시외직행버스 관광버스 자가용버스 차량 발매 되었다.
- 1985년 9월 대우 DAEWOO BU110R 중문형 시외버스 시외완행버스 중문형 수동문 차량 발매 되었다.
- 1985년 11월 대우 DAEWOO BU110RL 전중문형 시내버스 저상버스 중문 슬라이딩 자동문 차량 출시 발매 되었다.
- 1985년 11월 대우 DAEWOO BU110R 전중문형 시내버스 표준 저상버스 중문 슬라이딩 자동문 차량 출시 발매 되었다.
- 1985년 11월 대우 DAEWOO BU110R 전중문형 시내버스 중문 폴딩 자동문 차량 발매 되었다.
- 1985년 11월 대우 DAEWOO BU110R 전문형 시외버스 시외직행버스 관광버스 자가용버스 차량 발매 되었다.
- 1985년 11월 대우 DAEWOO BU110R 중문형 시외버스 시외완행버스 중문형 수동문 차량 발매 되었다.
- 1985년 12월 대우 DAEWOO BU110RL 전중문형 시내버스 저상버스 중문 슬라이딩 자동문 차량 출시 발매 되었다.
- 1985년 12월 대우 DAEWOO BU110R 전중문형 시내버스 표준 저상버스 중문 슬라이딩 자동문 차량 출시 발매 되었다.
- 1985년 12월 대우 DAEWOO BU110R 전중문형 시내버스 중문 폴딩 자동문 차량 발매 되었다.
- 1985년 12월 대우 DAEWOO BU110R 전문형 시외버스 시외직행버스 관광버스 자가용버스 차량 발매 되었다.
- 1985년 12월 대우 DAEWOO BU110R 중문형 시외버스 시외완행버스 중문형 수동문 차량 발매 되었다.
- 1986년 1월 대우 DAEWOO BU110RL 전중문형 시내버스 저상버스 중문 슬라이딩 자동문 차량 출시 발매 되었다.
- 1986년 1월 대우 DAEWOO BU110R 전중문형 시내버스 표준 저상버스 중문 슬라이딩 자동문 차량 출시 발매 되었다.
- 1986년 1월 대우 DAEWOO BU110R 전중문형 시내버스 중문 폴딩 자동문 차량 발매 되었다.
- 1986년 1월 대우 DAEWOO BU110R 전문형 시외버스 시외직행버스 관광버스 자가용버스 차량 발매 되었다.
- 1986년 1월 대우 DAEWOO BU110R 중문형 시외버스 시외완행버스 중문형 수동문 차량 발매 되었다.
- 1986년 2월에 BS105가 출시되면서 통합되면서 함께 단종되었다.
- BU110이 단종된 이후로 대우의 고출력 도시형 버스는 1991년 4월 BS106 출시까지 통합 6년간 공백상태였다.

### BU120 (1976년~1986년)
- BU110을 토대로 휠베이스를 늘린 모델로 1977년에 출시되었다.
- BU110과 같은 215마력 수평 실린더 D2156HM-U(10,350cc) 엔진을 탑재했으며, 당시 서울특별시의 대형 리어엔진 버스 도입을 위해 등장한 모델이지만, 연료 효율, 비싼 차량가격, 긴 차체로 인한 회전반경 문제 등등 여러 가지 문제로 대량 도입이 백지화되었고, 시범적으로 소수 도입된 차량도 조기에 대차되어 사라졌다.

## 갤러리

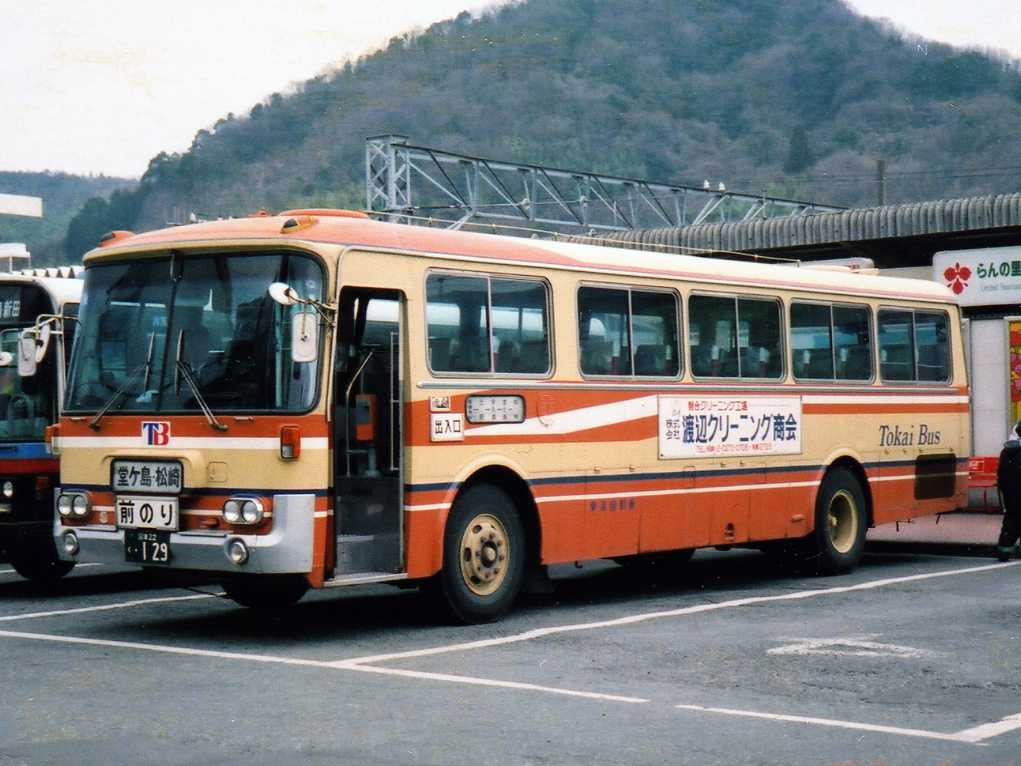
새한 BU의 원형인 이스즈 BU20
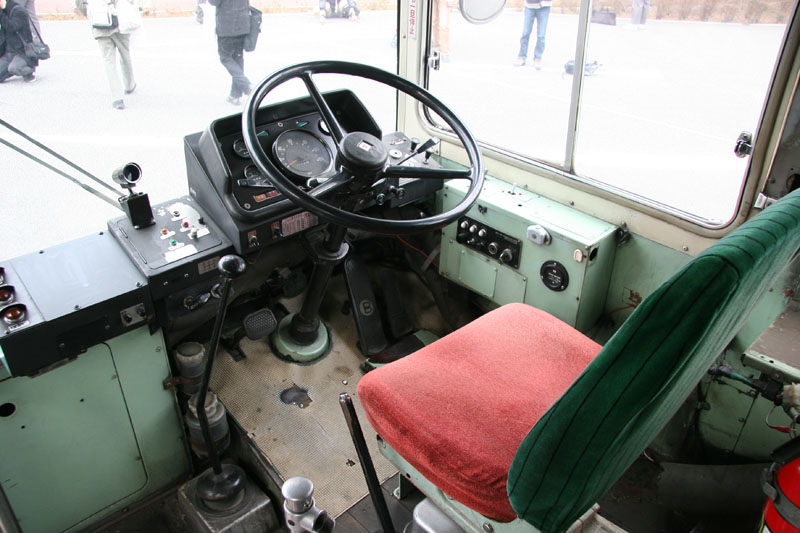
새한 BU의 원형인 이스즈 BU의 대쉬보드(사진의 차량은 우핸들)

## 같이 보기
- 대우 BF
- 자일대우 BS
- 대우 BV
- 이스즈 BU - 새한 BU 차체의 원형으로 알려진 차종